# Shane Getkate
Shane Charles Getkate (nacido el 2 de octubre de 1991) es un jugador de críquet irlandés nacido en Sudáfrica.

## Carrera internacional
El 1 de julio de 2019, Getkate hizo su debut en One Day International (ODI) con Irlanda contra Zimbabue. En febrero de 2021, fue incluido en el equipo de los Lobos de Irlanda para su gira a Bangladés.